# Rectenna óptica

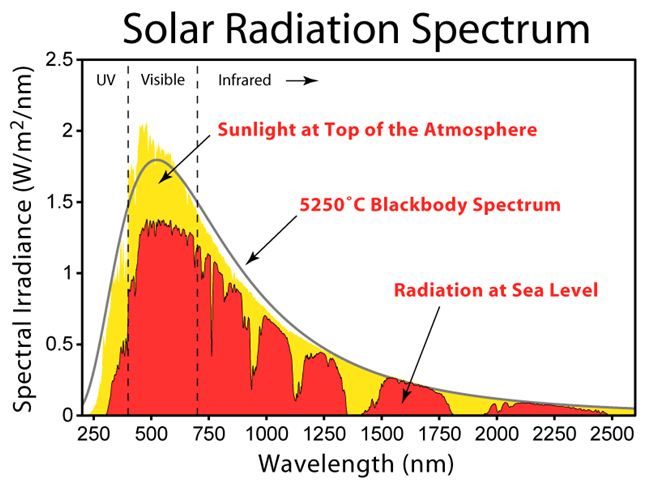
Figura 1. Irradiancia espectral de las longitudes de onda del espectro solar. La zona sombreada en rojo muestra la irradiancia a nivel del mar. La irradiancia a nivel del mar es menor debido a la absorción de la luz por la atmósfera.

Una rectenna óptica es una rectenna (antena rectificadora) que funciona con luz visible o infrarroja.Una rectenna es un circuito que contiene una antena y un diodo, que convierte las ondas electromagnéticas en electricidad de corriente continua. Mientras que las rectenas se utilizan desde hace tiempo para ondas de radio o microondas, una rectenna óptica funcionaría de la misma manera pero con luz infrarroja o visible, convirtiéndola en electricidad.
Aunque las rectennas tradicionales (de radio y microondas) son básicamente similares a las ópticas, en la práctica es mucho más difícil fabricar una rectenna óptica. La luz tiene una frecuencia tan alta (cientos de terahercios en el caso de la luz visible) que sólo unos pocos tipos de diodos especializados pueden conmutar con la rapidez suficiente para rectificarla. Otro reto es que las antenas suelen tener un tamaño similar al de una longitud de onda, por lo que una antena óptica muy pequeña requiere un proceso de fabricación nanotecnológico complicado. Un tercer reto es que, al ser muy pequeña, una antena óptica suele absorber muy poca potencia, por lo que tiende a producir un voltaje minúsculo en el diodo, lo que conlleva una baja no linealidad del diodo y, por tanto, una baja eficiencia. Debido a estos y otros problemas, las rectenas ópticas se han limitado hasta ahora a demostraciones de laboratorio, normalmente con una intensa luz láser focalizada que produce una cantidad de potencia minúscula pero mensurable.
No obstante, se espera que las matrices de rectennas ópticas puedan llegar a ser un medio eficaz de convertir la luz solar en energía eléctrica, produciendo energía solar de forma más eficiente que las células solares convencionales. La idea fue propuesta por primera vez por Robert L. Bailey en 1972.Hasta 2012, sólo se habían construido unos pocos dispositivos de rectenna óptica, demostrando únicamente que la conversión de energía es posible.Se desconoce si algún día serán tan rentables o eficientes como las células fotovoltaicas convencionales.
El término nantenna (nanoantena) se utiliza a veces para referirse a una rectenna óptica o a una antena óptica en sí misma.En 2008 se informó de que los Laboratorios Nacionales de Idaho diseñaron una antena óptica para absorber longitudes de onda en el rango de 3-15 μm. Estas longitudes de onda corresponden a energías de fotones de 0,4 eV a 0,08 eV. Según la teoría de antenas, una antena óptica puede absorber cualquier longitud de onda de luz de forma eficiente siempre que el tamaño de la antena esté optimizado para esa longitud de onda específica. Lo ideal sería utilizar antenas que absorbieran la luz en longitudes de onda comprendidas entre 0,4 y 1,6 μm, ya que estas longitudes de onda tienen mayor energía que el infrarrojo lejano (longitudes de onda más largas) y constituyen aproximadamente el 85% del espectro de radiación solar (véase la figura 1).